# Julien Dunilac
 (mai 2018).
Frédéric Dubois du Nilac (dit Julien Dunilac) né le 24 septembre 1923 à Neuchâtel et mort le 10 mai 2015 à Neuchâtel est un écrivain et haut fonctionnaire suisse.

## Biographie
Frédéric Dubois du Nilac épouse, en 1947, Lydia Induni. Entré au Département politique fédéral en 1945, appelé plus tard Département fédéral des affaires étrangères, il travaille successivement à Berne, Paris, Berlin et Le Havre. Dès 1965, il est nommé attaché puis conseiller culturel auprès de l’Ambassade de Suisse à Paris. Il retourne à Berne en 1974 pour être successivement chef adjoint du service information et presse du Département fédéral des affaires étrangères et chef de la section des affaires culturelles et de l’UNESCO. Au mois d’avril 1980, Frédéric Dubois est nommé directeur de l’Office fédéral de la culture,.
Parallèlement à sa vie professionnelle au sein de l'administration fédérale, Frédéric Dubois, sous le nom de plume de Julien Dunilac, est l’auteur d’une œuvre littéraire riche et variée. En effet, il a publié de très nombreux recueils de poésie ainsi que des romans et nouvelles. Passionné de graphologie, Julien Dunilac est aussi l’auteur de quatre essais dans cette discipline : George Sand sous la loupe (Slatkine, 1978), François Mitterrand sous la loupe (Slatkine, 1981), Le Conseil fédéral sous la loupe (Slatkine, 1991) et Jean-Jacques Rousseau ou le deuil éclatant du bonheur (Slatkine, 2011). Véritable touche-à-tout, Julien Dunilac a aussi composé des écrits pour la radio suisse romande et la radio suisse italienne. On lui doit aussi, sous le nom de plume de Jacques Auvernier, un nombre important d’articles pour la "Feuille d'avis des montagnes". Il est aussi président de la Société romande des auteurs dramatiques depuis 1977.
Depuis 1985, année de sa retraite, Frédéric Dubois se consacre entièrement à la littérature. Le fonds d’archives conservé à la Bibliothèque publique et universitaire de Neuchâtel fait état de cette importante oeuvre littéraire, à la fois publiée et inédite.

## Publications[9]

### Poésie
- La Vue courte (Paris : Seghers, 1952)
- La Part du feu (Paris : Debresse, 1954)
- Corps et biens (Paris : Caractères, 1957)
- Passager clandestin (Neuchâtel : La Baconnière, 1962)
- Futur mémorable (Neuchâtel : La Baconnière, 1970)
- L’Un (Lausanne : L’Âge d’Homme, 1974)
- La Passion selon Belle, avec 7 pointes sèches d’Ivo Soldini (Lausanne : L’Âge d’Homme, 1985)
- Plein ciel, avec des illustrations de l’auteur (Denges : Éditions du Verseau, 1985)
- Mythologiques (Lausanne : L’Âge d’Homme, 1987)
- Précaire victoire, avec 10 eaux-fortes de Pietro Sarto (Lausanne : L’Âge d’Homme, 1991)
- Incandescence sourde, poèmes pour une exposition Bernard Gressot (Lausanne : Galerie Nelly L’Eplattenier, 1994)
- Chroniques suivi de fragments d'une île (Amay : L’Arbre à paroles, 2002)
- Territoires de l'exil, anthologie de 50 ans de poésie (Lausanne : L'Âge d'Homme, 2003)
- Cassandre suivi de Poèmes du temps ordinaire (Amay : L’Arbre à paroles, 2004)
- Le Carnet chinois (Amay : L’Arbre à paroles, 2005)
- Le Garde forestier (Amay : L’Arbre à paroles, 2006)
- Chanson du feu (Amay : L’Arbre à paroles, 2007)
- Rapaces avec Anne-Charlotte Sahli (Association des Éditions de la Caille)
- Le Cachet de cire, suivi de Transhumance et de Le bleu de l’ombre (Amay : L’Arbre à paroles, 2009)
- Le Présomptif été (Lausanne : L’Âge d’Homme, 2010)
- L’Estuaire du fleuve (Genève : Slatkine, 2012)
- Cinquante poèmes en do mineur (Lausanne : L’Âge d’Homme, 2013)

### Romans et nouvelles
- Les Mauvaises têtes (Neuchâtel : La Baconnière, 1958)
- Hôtel Le Soleil (Lausanne : L’Âge d’Homme, 1995)
- L’Habit et le moine (Lausanne : L’Âge d’Homme, 1996)
- Le Coup de grâce (Lausanne : L’Âge d’Homme, 1998)
- Garden-party (Lausanne : L’Âge d’Homme, 2000)
- Le Dos au mur (Genève : Slatkine, 2001)
- La Méduse (Lausanne : L’Âge d’Homme, 2002)
- Le Funiculaire (Lausanne : L’Âge d’Homme, 2004)
- Le Principe d'incertitude, in « Des nouvelles du hasard » (Ottawa : Vermillon, 2004)
- Les Métaphores (Genève : Slatkine, 2005)
- Héloïse au miroir (Lausanne : L'Âge d'Homme, 2006)
- La Voisine des vieux (Genève : Slatkine, 2007)
- Le Bout du tunnel, in « Le Tunnel » (Ottawa : Vermillon, 2007)
- Lettre du placard (Lausanne : L’Âge d’Homme, 2008)
- L’Étrangère (Neuchâtel : Éditions de la Nouvelle Revue neuchâteloise, 2009)
- La Dernière tonte avant l’hiver (Lausanne : L’Âge d’Homme, 2009)
- Le Coach du roi, in « Histoires d’amitié (Ottawa : Vermillon, 2009)
- L’Arnaque (Lausanne : L’Âge d’Homme, 2011)

### Études graphologiques
- George Sand sous la loupe (Genève/Paris : Slatkine, 1978)
- François Mitterrand sous la loupe (Genève/Paris : Slatkine, 1981)
- Le Conseil fédéral sous la loupe (Genève/Paris : Slatkine, 1991)
- Jean-Jacques Rousseau ou le deuil éclatant du bonheur (Genève : Slatkine, 2011)

### Théâtre/Radio
- La Partie d'échecs (création Radio Suisse romande)
- Le Photographe (création Radio Suisse romande)
- Alicia (création Radio Suisse romande)
- Paris by night (création Radio Suisse romande)
- La Prisonnière (création Radio Suisse romande)
- Après l'averse (création Radio Suisse romande)
- Le Funiculaire (création Radio Suisse romande)
- Escale (création Radio Suisse romande)
- L'Apatride (création Radio Suisse romande)
- La Confiture aux coings (création Radio Suisse romande)
- La Garde de nuit (création Radio Suisse romande)
- Le Silence (création Radio Suisse romande)
- Un si joli petit jardin (création Radio Suisse romande)
- Le Rendez-vous manqué (création Radio Suisse romande)
- Pavane pour une absente (création Radio Suisse romande)
- La Lampe verte (création Radio Suisse romande)
- Maternité (création Radio Suisse romande)
- Auto stop (création Radio Suisse romande)
- Dans le train (création Radio Suisse romande)
- L'Après-midi dans un parc (création Radio Suisse romande)
- Le Foulard (création Radio Suisse romande)
- Ascenseur nord (création Radio Suisse romande)
- Le Visiteur (création Radio Suisse romande)
- La Comtesse (création Radio suisse italienne)
- Mange ta soupe (création Radio Suisse romande)
- La Suédoise (création Radio suisse italienne)